# Bread and Puppet Theatre
The Bread and Puppet Theatre  est une compagnie de théâtre et de marionnettes progressiste née en 1962. Fondée par Elka et Peter Schumann, allemand originaire de Silésie installé aux États-Unis en 1961, la compagnie s’inscrit dans le mouvement radical américain, né en même temps que la lutte pour les droits civiques. Elle s’oppose à toute forme de répression, de guerre, d’injustice. D’où son nom générique de théâtre radical.
Installé dans le Vermont, d’abord, puis à New York le Bread and Puppet est présent dans divers combats politiques : le mouvement des Black Panthers, les manifestations contre la guerre américaine au Viêt Nam, et plus récemment contre l'administration de George W. Bush, et le mur élevé en Israël sur le territoire palestinien, ce qui a provoqué de vives réactions au sein de la communauté juive américaine,.
Le Bread and Puppet a inventé des marionnettes géantes (faites le plus souvent de matériau de récupération) qui ont éveillé, lorsqu’on les a découvertes en France, en 1968, nombre de vocations pour les spectacles de rues et les marionnettes géantes. Le nom Bread and Puppet - pain et marionnette - vient de la pratique de la compagnie de partager son propre pain frais avec de l'aïoli aux spectateurs avec chaque représentation, pour créer un esprit de collectivité, dans l'idée que, selon Peter Schuman, l'art « est aussi indispensable à l’humain que le pain ». 
En anglais américain, le Bread and Puppet s’écrit Bread and Puppet Theater.

## Débuts du théâtre

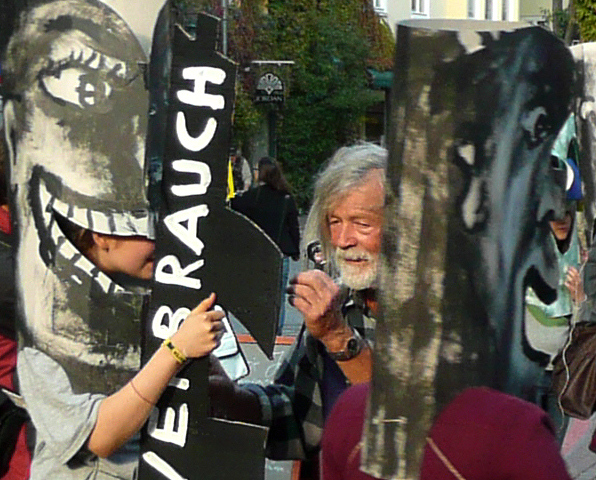
Peter Schumann, 2010

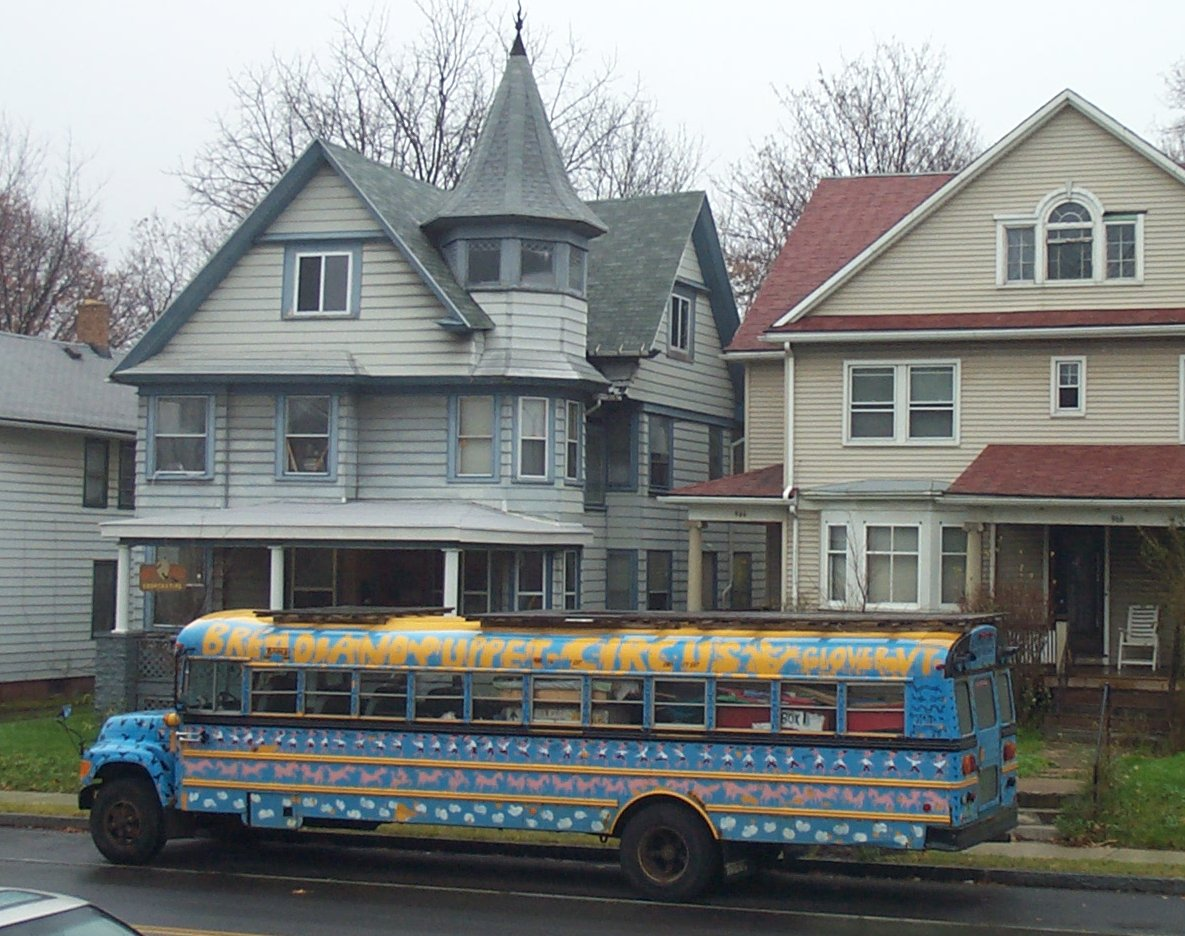
Un des nombreux véhicules décorés du Bread and Puppet en tournée

Après avoir étudié la sculpture à l’école d’Art de Hanovre, puis à l’académie d'Arts de Berlin, Peter Schumann réalise, vers 1956, des sculptures, des masques avec des matériaux rudimentaires. Il apprend aussi  le violon. Il voudrait créer une sorte de danse de couleurs en se référant au dadaïste Kurt Schwitters, un « théâtre total » qu’il expérimente dans plusieurs pays d’Europe, notamment en France, dans un village abandonné près de Sisteron. De retour à Munich, il forme le Groupe de la Nouvelle Danse et présente son premier spectacle, essentiellement dans les universités. Mais c’est lorsqu’il assiste à un concert de John Cage qu’il décide de partir aux États-Unis. Il arrive à New York en 1961, travaille avec Merce Cunningham et Yvonne Rainer. Son premier spectacle s’intitule Danse des Morts, il est présenté à la Judson Memorial Church en 1961. Le deuxième spectacle est déjà un manifeste, une sorte d’agitprop au bénéfice des gens de son quartier qui refusaient de payer leur loyer pour des appartements que les propriétaires laissaient s’écrouler. Ce sera Rent Strike (« la grève des loyers »), joué dans le quartier chic des propriétaires, qui ont fini par céder.
En 1962, il quitte New York pour le Vermont où sa femme, Elka Schumann, professeur de russe, doit faire un remplacement à la Putney School. Lui-même est appelé pour enseigner l’art de la marionnette dans cette même école. C’est à partir de ce moment qu’il organise son premier spectacle (basé sur les Archétypes de la Bible et des mythes primitifs), et qu’il fonde  sa troupe : The Bread and Puppet Theatre, avec des étudiants. Il crée plusieurs personnages dont il se servira ensuite pour King's story (« L’Histoire du roi ») :  la tête du roi avec une bouche énorme, mais aussi les personnages de L’Histoire du monde avec lesquels il partira en tournée avec le groupe d’étudiants qui forment sa troupe. En 1963, L’Histoire du monde est jouée à la Putney school. Ensuite, Schumann met ses marionnettes dans une roulotte qu’il attache à une vieille jeep, et il repart en tournée. La roulotte est décorée de signes conviviaux à destination du public : Bye, Enjoy, Morning, Flower…

## Retour à New York
De retour à New York avec sa femme fin 1963, Schumann  s’installe avec Bruno Eckhardt (peintre allemand) et Bob Ernstthal dans un atelier au 148 Delancey street, où les rejoignent des musiciens et des marionnettistes bénévoles. Peter travaille en collaboration avec le Comité d’action indépendant pour le progrès social du Lower East Side qui lutte contre la discrimination raciale, le chômage, et pour l’amélioration des écoles. L’association, accusée de « communisme » sera dissoute par la suite et reparaîtra sous le nom de Mobilization fort Youth.

La méthode de Schumann consiste à mélanger marionnettes géantes, comédiens, et crankys (sortes de placards de bandes dessinées) ; par la suite il utilisera des collages et des montages pour ses décors. Le Bread and Puppet participe à toutes les manifestations avec des défilés imposants organisés à peu de frais avec des bénévoles et des marionnettes faites de matériaux de récupération. 

« Pour les parades, je peux trouver 30 ou 50 personnes qui travaillent pendant des semaines sans être payées. Quant aux matériaux, les poubelles de New York sont pleines de trésor. Il suffit de les ramasser. Chaque matin, en me promenant, je trouve quelque chose : des tissus, des cartons, des instruments de musique. Voilà un morceau de tuyau à gaz percé avec lequel je joue de la flûte comme Pan,. »

 Les marionnettes, toutes différentes, mesurent entre 1,50 et 3 mètres.
En 1966, la ville de New York lui demande d’organiser un spectacle pour les enfants. Ce sera Chicken Little, adaptation très libre d’un conte populaire de tradition orale : la fable de Henny-Penny, rédigée pour la première fois par l’australien Joseph Jacobs dans une compilation de contes, et dont les studios Disney se sont inspirés plus tard pour le dessin animé au titre homonyme.

## Théâtre radical?

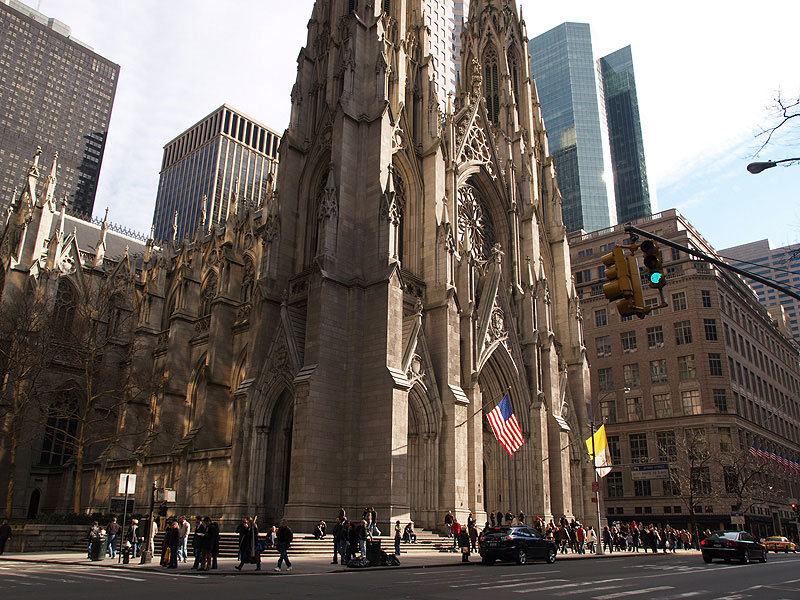
Parvis de la cathédrale Saint-Patrick de New York, lieu de la première manifestation antiguerre du Bread and Puppet Theatre.

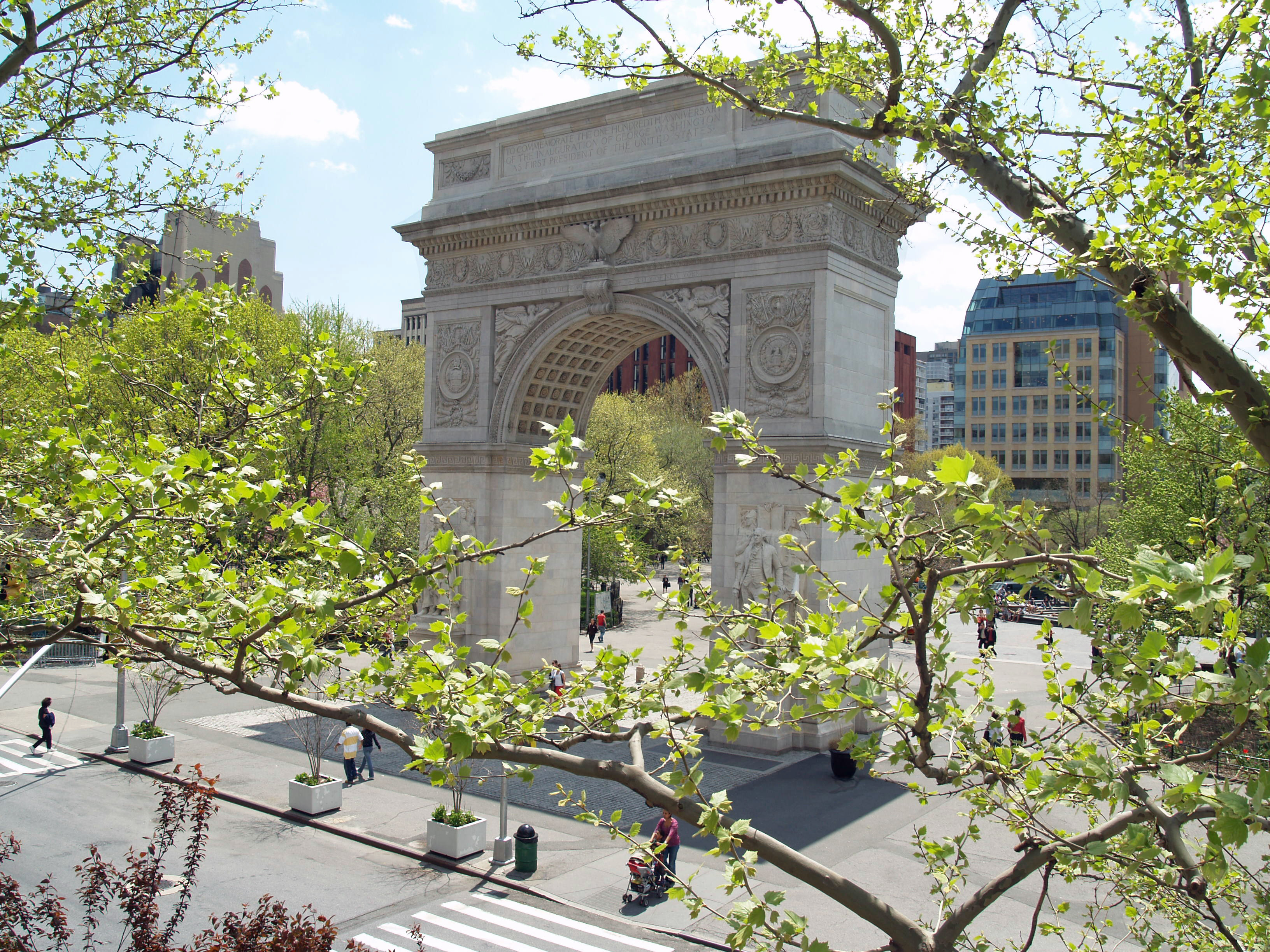
Washington Square, où s’est déroulé le premier festival du théâtre radical américain

Entre-temps, Joseph Papp, directeur du New York Shakespeare Festival, a offert au Bread and Puppet un studio plus spacieux au 425 Lafayette Street. La troupe devient activiste radicale dans les parades contre la guerre. Au moment même où le cardinal Spellman revient du front en proclamant qu’une défaite pour les troupes américaines est totalement inconcevable, le Bread and Puppet lui répond en organisant, sur le parvis de la cathédrale Saint-Patrick, et sans autorisation, une parade de poupées ensanglantées, sorte de procession où se trouvent : les rois Mages, le Christ, les bergers, les fidèles, et Marie qui porte une un pancarte : « Je suis Marie, mon enfant a été brûlé au napalm au Viêt Nam ». Pourchassé par la police, le Bread continue pendant cinq jours à jouer au chat et à la souris avec les autorités,.
On le verra dans d’autres manifestations antiguerre la même année. Mais il ne veut pas être assimilé « À ces hippies qui font des marches pour la paix, portant des photos d’enfants brûlés et chantant joyeusement, une foule de gens qui courent çà et là avec du café et des sandwiches. »
Schumann refuse le terme de « radical » appliqué à son travail : « Je n’aime pas trop le terme théâtre radical. C’est un qualificatif qui ne s’applique pas à ce que nous faisons, du moins pas beaucoup…,. » En réalité, Schumann déteste les étiquettes. Il s’en est expliqué au cours d’une tournée en Sibérie dans un essai publié en 1990 et repris par The Drama Review en 1991 Il s’est longtemps tenu  à l’écart du monde théâtral et des medias ne donnant une première interview qu’en 1968, au magazine The Drama Review ou Tulane Drama Review (TDR), publiée dans le no 38.
Il s’en explique encore dans un article publié dans la revue Polska à l’occasion du Festival international de la marionnette à Wroclaw en octobre 1969. « Le mouvement (radical de gauche) fait beaucoup de discours et a plusieurs théories sur les méfaits de la société de consommation (...). Les marionnettistes, eux, ne sont pas des théoriciens. Ce sont des gens pratiques, qui jouent avec les enfants (...). Qu’est-ce qu'une révolution ? Un changement de gouvernement par la mitraillette ? Un chef-d’œuvre de lutte des classes que la jeunesse occidentale va appliquer et imiter ? Les fins de civilisation sont suspectes et les maux et les fantasmes des gens ne sont guère représentés dans le programme du futur. »
Pourtant en mars 1968, le Bread and Puppet avait participé au premier Festival du théâtre radical américain, organisé par la RTR (Radical Theatre Repertory) à la Washington Square United Methodist Church, aux côtés avec l’Open Theatre, le Gut Theatre, les Pageant Players et le Performance Group.

## LeBreaden résidence dans une ferme

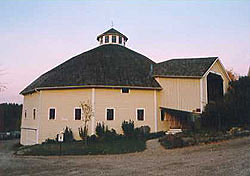
Joslin Round Barn, l'étable d'une ancienne ferme dans le Vermont

Le Bread and Puppet se définit lui-même comme théâtre politique et art pauvre. Selon Peter Brook, « La pauvreté n’est pas un inconvénient pour le théâtre d’avant-garde, le manque d’argent n’est pas une excuse ». En 1970 le Bread and Puppet part en résidence au Goddard College dans le Vermont, où les membres de la troupe vivront en autarcie, fabriquant du pain, cultivant leurs légumes. À partir de 1974, la compagnie s’installe dans une ferme à Glover (Vermont). Théâtre à but non lucratif (non profit), le travail de Schumann s’inspire de plus en plus de Bertolt Brecht dont on retrouve des bribes dans les spectacles du Bread.
Outre ses spectacles, il organisait chaque année un grand rassemblement en plein air pour les familles : les circus, qui réunissent des dizaines de milliers de gens, toujours sur des thèmes politiques et contestataires. Un incident a cependant faillit interrompre tout à fait les circus. En 1998, lors d’un rassemblement, un père de famille a été tué dans un bousculade, semble-t-il. « The culmination of troubles was the death of Michael Sarazin on August 8, which makes the continuation of the event impossible. To our neighbors who know the Circus only from the traffic jams on the extended weekends, we apologize for the inconvenience. To our friends and guests we want to say: We are not going away, we will do other smaller forms of theater during the summer months here on the Bread and Puppet Farm. » (« Le plus terrible problème a été la mort de Michael Sarazin le 8 août, ce qui rend impossible la poursuite de l’évènement en l’état. Nous nous excusons auprès de nos voisins, qui ne connaissent du Bread  and Puppet que les encombrements qu’il provoque le week-end sur les routes. Nous voulons dire à nos amis et à nos invités : nous ne partirons pas, nous allons simplement réduire nos circus sous forme de théâtre, pendant l’été, ici, dans notre ferme. »)
Un musée des marionnettes du Bread and Puppet a été ouvert à Glover en 1998.

## Spectacles
Beaucoup de spectacles du Bread and Puppet sont éclatés ensuite en fragments, réadaptés sous d’autres titres, dans d’autres versions. Par exemple, The Press conference où Schumann utilise le texte du message de Lyndon Johnson sur l’état de l’union, se retrouve d’une autre manière dans : Speech. Des morceaux de parades sont inclus dans des spectacles d’intérieur, et inversement. Le répertoire du Bread est un puzzle avec un fil conducteur qui est devenu, encore de nos jours, le slogan de la compagnie : « Cheap art and political theatre » (« art pauvre et théâtre politique »).

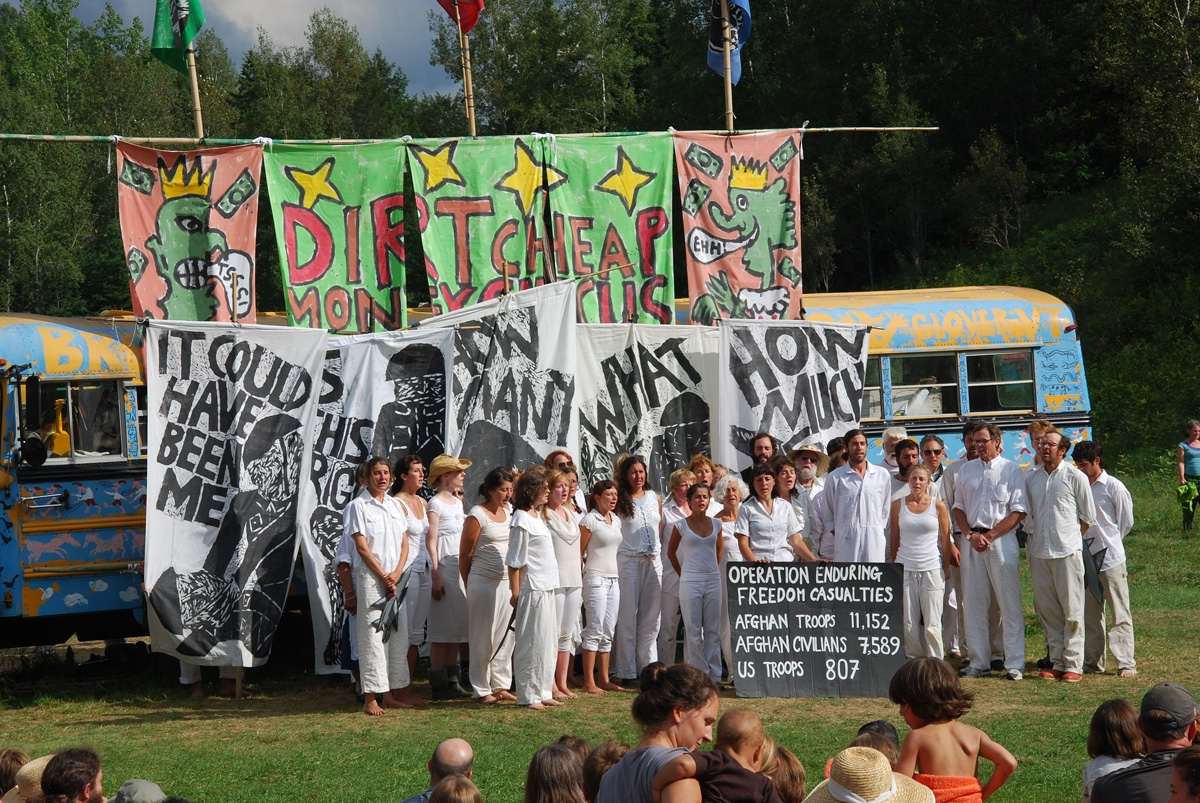
Le Bread and Puppet Circus en 2009. « Enduring freedom casualties » (« les souffrances des blessés de la liberté »), parade de protestation contre la guerre en Afghanistan

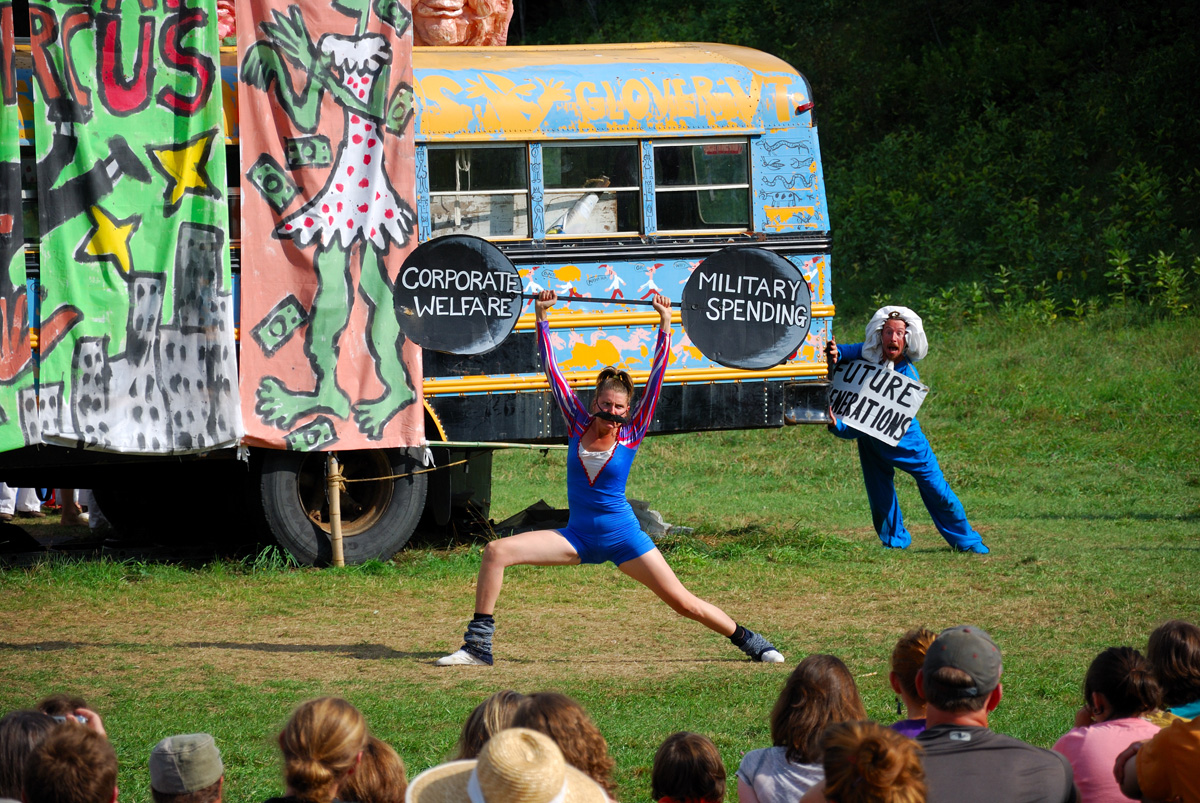
Bread and Puppet en 2009. Circus de protestation contre les dépenses militaires et pour une amélioration des lois sur la santé

### Spectacles politiques
The rat movie
C’est un véritable court-métrage, projeté sur un cranky (sorte de rideau décoré). Les commentaires de Schumann qui accompagnent les images ont fait rire aux larmes les habitants des quartiers pauvres de l’East Side qui vivaient dans des conditions misérables, et qui reconnaissaient sous forme allégorique, leurs propres difficultés. C’est un combat inégal entre un homme et un rat qu’il a trouvé, nourri, et qui a pris de telles proportions qu’il menace de manger le bébé. Il faut faire appel à la police, aux ambulances, aux pompiers. Mais c’est finalement un ange qui arrive pour tuer le rat et sauver le bébé. « Les habitants du ghetto ne voient jamais arriver d’ange. Ils essaient de survivre », dit Peter Schumann.
Fire
Selon Bob Ernstthal, le spectacle était destiné à montrer aux Américains que ces Asiatiques, que la propagande gouvernementale dépeignait comme des « inconnus sans visages » (…), sont des êtres humains comme eux, et leur faire éprouver ce qu'ils endurent. La Pièce comporte neuf scènes. Peter Schumann frappe sur une cloche, le rideau s'ouvre, et l'on se retrouve dans un village du Viêt Nam. Les personnages sont masqués, ils travaillent avec des gestes lents. Et soudain un bombardement éclate, un sémaphore lance du feu, une femme s'enveloppe dans du papier rouge pour symboliser l'immolation par le feu. La lenteur des gestes contraste avec l'horreur et violence que sous-tend le spectacle. « J'ai vu d'autres spectacles de Schumann, mais aucun ne m'a laissé une impression aussi profonde. Le suicide silencieux de la Vietnamienne, la bouche bâillonnée de rouge est la seule image qui pouvait représenter, au niveau du mythe, les morts par le feu des bonzes vietnamiens, des Américains qui s'arrosaient de pétrole, de Jan Palach qui se sacrifia pour la liberté(...) ».
Le village est détruit par le feu.« La pièce est en accord avec l'époque. Nous étions alors totalement en accord les uns avec les autres et avec ces personnages dit Bob Ernstthal. »
Pour les masques des villageois, Peter Schumann a utilisé le moulage du visage d'une jeune chinoise, avec des expressions différentes. Le masque est ensuite modelé, peint en blanc cendré. Les costumes sont de longues tuniques noires avec des gants blancs. Il est dédié aussi au quaker Norman Morrison qui s'est immolé par le feu devant le Pentagone le 2 novembre 1965, à Alice Hertz (82) ans, qui a fait de même en mars de la même année, et plus tard, Roger La Porte.
Le spectacle a été joué dans l'atelier de Delancey Street, puis à la Washington square Methodist Church et dans d'autres églises.
L'Histoire du Roi (ou le Grand guerrier)
L'Homme mort se lève
Speech (ou Chairs, Chaises)
Le spectacle reprend une partie de la parade Conférence de presse présentée le 1er mai 1966, au rassemblement de Union Square organisé par l'association des anciens combattants et réservistes contre la guerre du Viêt Nam. Le texte  est un extrait du « Message sur l'état de l'union » du président Lyndon Johnson en 1966. Le géant rouge qui s'agitait lors de la parade est maintenant retravaillé, il parle posément en détachant bien ses phrases devant  un chœur de personnages entièrement vêtus de noir et masqués, qui tournent le dos aux spectateurs avec leur masque derrière la tête. Ils donnent ainsi l'impression de regarder les spectateurs dans la salle et non le géant rouge. Chacune des phrases du conférencier est rythmée par une grosse caisse et à la fin, on voit apparaître deux personnages en blanc dont une grande marionnette représentant les dames vietnamiennes des parades pour la paix.
Un homme dit adieu à sa mère - Reiteration

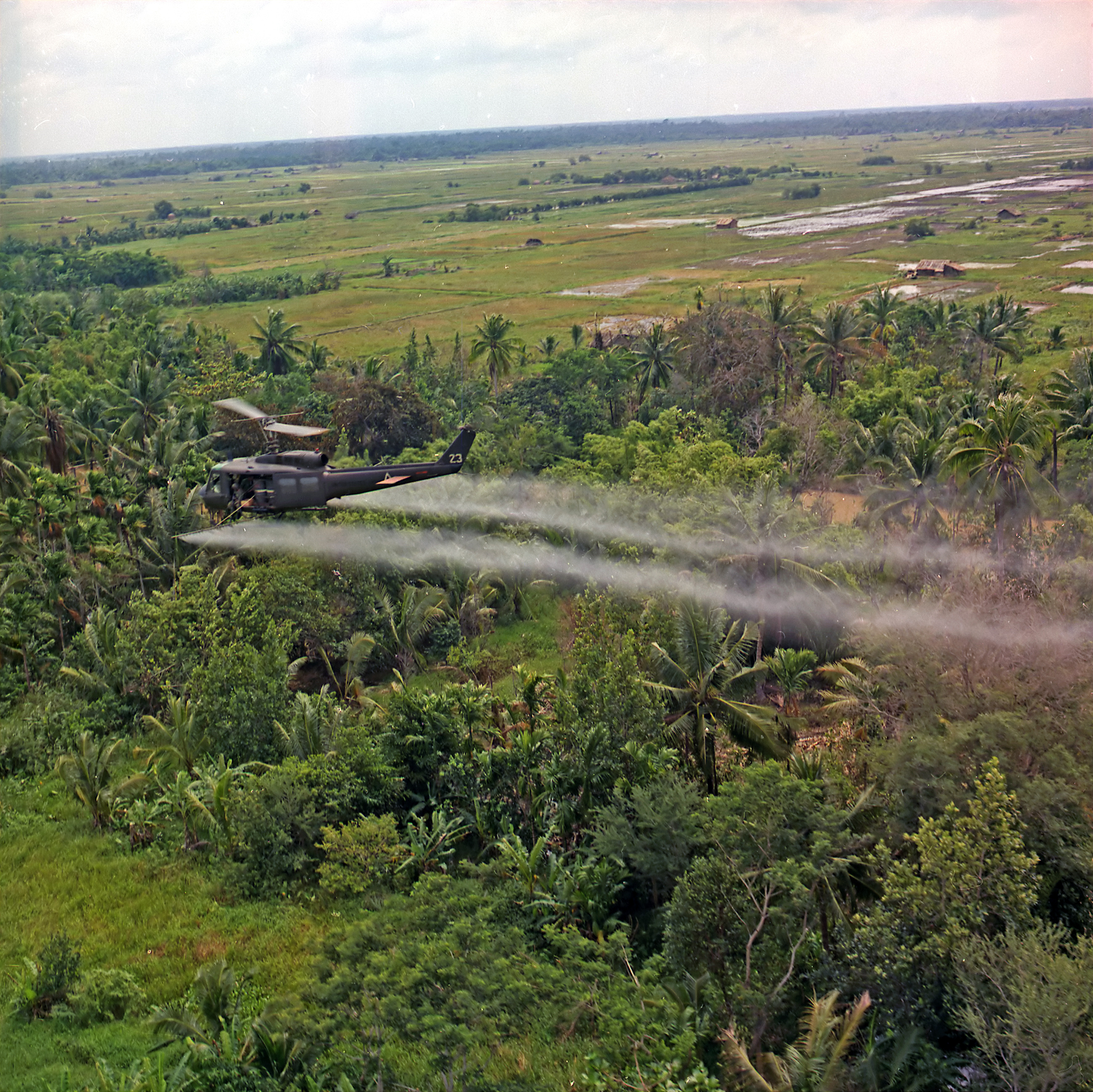
Operation Ranch Hand. L'homme empoisonne les récoltes avec l'agent orange au Viêt Nam

À l'origine, c'est une courte scène de rue qui avait été commandée par le comité local d'East Harlem en 1966, et que le Bread avait dû monter en deux jours avec quatre acteurs, un avion jouet, et une poupée. L'homme dit au revoir à sa mère, il part pour un pays dangereux où il a besoin d'un masque à gaz et d'un avion. Un meneur de jeu, qui porte un masque de mort, remet à sa mère, à la place de son masque gris foncé, un masque de Vietnamienne. L'homme-qui-a-dit-au-revoir-à-sa-mère empoisonne les récoltes, brûle les maisons, bombarde les enfants, et une mère vietnamienne le tue en lui perçant le cœur avec des ciseaux. La mère américaine reçoit le corps de son fils en même temps qu'une lettre qui a le regret de lui annoncer…. Elle recouvre le corps d'un drap blanc.
La pièce s'adresse aux mères d'East Harlem qui laissent partir leur fils pour le Viêt Nam dans l'espoir qu'il échapperont au chômage et à la discrimination. À la fin de l'été 1968, Schumann reprendra cette scène de rue pour en faire une pièce de théâtre plus longue sous le titre Reiteration. Dans cette nouvelle version, l'homme n'est pas tué avec des ciseaux : il passe devant un tribunal qui le juge coupable et il est exécuté. La pièce est jouée en septembre de cette même année au Festival du théâtre radical de San Francisco. C'est une des œuvres les plus célèbres du Bread.
Remaniée et jouée un très grand nombre de fois, elle était notamment présente aux fêtes pascales de l'université Cornell. Ce jour-là, une des marionnettes géantes a servi de refuge au jésuite Daniel Berrigan en fuite. Berrigan avait constaté les dégâts des bombardements américains au Nord Viêt Nam. De retour aux États-Unis, il avait brûlé les registres du bureau d'incorporation de Catonsville (Maryland). Poursuivi par le FBI, il participait aux fêtes de l'université Cornell au moment où une douzaine d'agents du Federal Bureau le recherchaient dans la foule. Il est monté sur scène sous leurs yeux, et il s'est caché dans une des marionnettes géantes du Bread and Puppet.
En 1969, le spectacle a été joué dans une petite église sur le plateau de Sainte-Baume. Les grandes marionnettes et les monstres de Reiteration ont laissé au public des souvenirs tels que plusieurs groupes se sont formés en France et en Europe, en s'inspirant du Bread and Puppet. 
Le Cri du peuple pour la viande

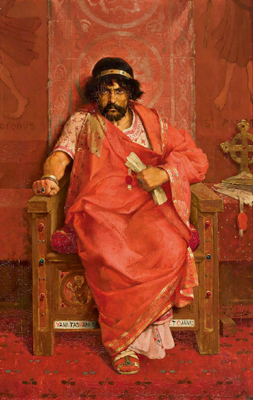
Hérode, tableau de Théophile Lybaert

Épopée en quatre parties dont les premiers fragments ont été composés dans l'East Village. L'ensemble du spectacle a été finalisé en Provence, à  la Sainte-Beaume en été 1969 et joué l'automne suivant à la salle Wagram à Paris. C'est encore au Centre International de la Sainte-Baume que Schumann et sa troupe font des émules avec Le Cri du peuple pour la viande un peu partout en Europe, avec un spectacle qu'il n'arrête pas de remanier. De retour aux États-Unis, le Bread donne trois représentation de The Cry à la Saint Peter's Episcopal Church au profit des cafeterias et les publications des G.I.s.
On retrouve dans ce spectacle tous les thèmes et personnages de Schumann : le prologue utilise les marionnettes de quatre mètres de haut de Chicken Little (version remaniée). Il s'agit d'une danse de Terre-Mère avec Uranus, suivie de la décapitation de Chronos. La première partie se réfère à l'Ancien Testament. Le meneur de jeu (Schumann) qui rythmait la danse avec une grosse caisse, prend une lampe de poche et présente les animaux qui sont des acteurs avec de masques énormes sur fond d'un bruit de rue enregistré sur la 2e avenue de New York (sirènes de police, klaxons..).
Chaque acteur manipule deux masques animaliers qui se chevauchent pour former une horrible masse formant un chœur. Puis Dieu crée l'être humain (Adam et Ève), le personnage du Grand Guerrier (déjà utilisé dans Histoire du Roi), fait son apparition et dépose un animal aux pieds d'Adam. Un écriteau annonce : tout  être vivant sera pour toi de la viande. Cette première partie est placée sous le signe de la violence, la Genèse devient génocide dès que naît Caïn qui massacre une bête et tue son frère. Le même personnage interprète un peu plus tard Noé. Violence encore avec le déluge, puis le calme enfin à l'arrivée sur la Terre Promise. Le rideau rouge qui tenait une place importante dans le mouvement disparaît.
L'Ancien testament qui s'était déroulé sous le signe de la sauvagerie fait place au Nouveau Testament de la deuxième partie, avec la douceur de Joseph et Marie. Mais après la Nativité, éclate la colère d'Hérode, puis c'est la fuite en Égypte. La troisième partie met en scène l'attaque et le bombardement de Bethléem avec l'image du grand corbeau gris qui s'abat sur la scène. Cette partie fait référence à un témoignage d'une Vietnamienne recueilli par le New York Times du 16 janvier 1967 qui décrivait comment des avions ont survolé leurs champs et tué son mari.
Battle of the Terrorists and the Horrorists
2007 revue critique :, au Boston Center for the Arts  et au Theater for the New City (en)

### Spectacles pour enfants
Le Joueur de flûte de Hamelin
Chicken Little
Le spectacle a été monté en collaboration avec les enfants du Bronx en 1966. Rejoué dans une nouvelle version à l'Astor Library Landmark Building et au festival populaire de Newport en 1967, il comprend treize tableaux et sketches.
Chicken Little est représenté par un jeune garçon à l'air un peu perdu devant lequel se présente une pin-up blonde : Ève.
Dans le premier tableau, Chicken reçoit une pomme sur la tête, (équivalent du gland qui tombe sur la tête du poulet dans le conte d'origine Henny-Penny).
Les tableaux suivants mettent en scène : 2)Le personnage de Mère Terre (Mother Earth) qui donne naissance à tous les autres personnages. 3)Le mariage de Chicken Little. 4)Le divorce de C.L. 5)L'appartement numéro 4. 6)Le jeune homme qui a faim. 7)Le roi et le rat. 
8)Le cercle des rats (rat clubhouse) où le roi vient annoncer que le ciel tombe, les rats en réponse, reprennent un discours que le président Johnson prononçait au moment des répétitions de 1967 et que le Bread a introduit dans le spectacle. (Nous sommes les mieux nourris, les mieux payés, les mieux éduqués du monde, etc. 9)La conférence avec des marionnettes gigantesques. 10)C.L. parcourt le monde en annonçant que le ciel tombe. 11)La marche aux enfers : C.L. apparaît avec un énorme cœur rouge sur lequel on lit : « go to hell! » 12)La grande danse finale avec l'apparition, d'un dragon qui crache de la fumée.
Spectacle de cirque et de théâtre, Chicken Little a connu un très grand succès devant le public de tous âges aussi bien dans le Lower East Side que dans Chinatown et au festival populaire de Newport.
La Beauté et le Corbeau bleu
La Mama
Le Corbeau
L’Histoire du roi et du rat
L’Histoire du jeune homme qui a faim
Everything Is Fine, Circus

### Parades et Circus
Ce sont presque tous des défilés militants, à l’exception de ceux qui sont destinés à distraire les populations des quartiers pauvres.
Rent Strike
(La grève des Loyers)
Passion dans la Judson Memorial Church
Passion sur le parvis de la cathédrale Saint-Patrick
Conférence de presse
Le 1er mai 1966, au rassemblement de Union Square organisé par l'association des anciens combattants et réservistes contre la guerre du Viêt Nam, le Bread and Puppet présente en plein air une farce méchante avec le géant rouge, une marionnette géante manipulée de l'intérieur par un comédien. La parade se déroule sur une estrade avec le grotesque personnage en rouge qui a d'énormes pieds (équivalent américain d’avoir de gros sabots en français), un corps très réduit, une énorme tête. Il s'agite dans tous les sens parce qu'il est harcelé par un moustique et il parle avec l'accent texan, laissant échapper des bouts de phrase en allemand vociférés à la manière d’Adolph Hitler. Autour de lui, les journalistes vêtus de noir l'écoutent, l'air graduellement de plus en plus abruti, avec des changements de masques, à mesure que le géant déclare qu'il souhaite avant tout la paix. Finalement, un journaliste prend un Spray gun (bombe insecticide) pour débarrasser le géant rouge du moustique, et le géant s'effondre aussitôt. Spray gun est un mot à double signification :  il désigne également les bombes à billes et les produits chimiques utilisés par l'aviation américaine au Viêt Nam.
Marche funèbre, et messe d’insurrection contre une idée pourrie
(The Insurrection Mass with Funeral March for a Rotten Idea: a special mass for the aftermath of the events of september 11th, décembre 2001).  Messe d'insurrection et marche contre une idée pourrie, messe spéciale pour dénoncer les séquelles des évènements du 11 septembre. Décembre 2001
Circus contre la guerre américaine en Afghanistan

## Critique, public et influence du Bread and Puppet
Peter Schumann raconte, dans la revue Polska, éditée à l'occasion du second festival international de théâtre universitaire de Wroclaw d'octobre 1969 traduit ensuite en anglais : 

« Les parades contre la guerre dans le centre de New York ont parfois provoqué des gestes d'hostilité ou des moqueries, les gens pensaient qu'on se cachait derrière des marionnettes parce que nous avions honte de montrer nos visages. Il y a eu aussi des violences contre nous. On nous a volé la poupée qui représentait l'enfant Jésus brûlé au napalm. Les réactions du public sont imprévisibles. Lorsque le Bread and Puppet a organisé des défilés pour protester contre les loyers, nous avons eu du mal à faire comprendre aux habitants des quartiers pauvres que c'était pour les aider. »

En Europe, en 1968, Christian Dupavillon, directeur du Festival International Universitaire de Nancy a fait venir le Bread and Puppet Theatre parce qu'il avait vu une représentation de Fire. Le succès du Bread and Puppet a été tel que le journal Le Monde parlait de « révélation ». Peter Schumann parle lui, d'un statut de « rock star » qui leur a été offert soudainement en Europe de l'Ouest, avec des conditions de travail d'un confort qu'ils n'avaient jamais connu auparavant.
Les tournées à travers l'Europe ont soulevé l'enthousiasme du public et inspiré bon nombre de compagnies.  Le Royal de luxe est souvent cité comme un de leurs descendants.